# 1100 Arnica
1100 Arnica eller 1928 SD är en asteroid i huvudbältet, som upptäcktes 22 september 1928 av den tyske astronomen Karl Wilhelm Reinmuth i Heidelberg. Den har fått sitt namn efter det vetenskapliga namnet på växtsläktet Arnikor.
Asteroiden har en diameter på ungefär 16 kilometer och den tillhör asteroidgruppen Koronis.